# Tonfa

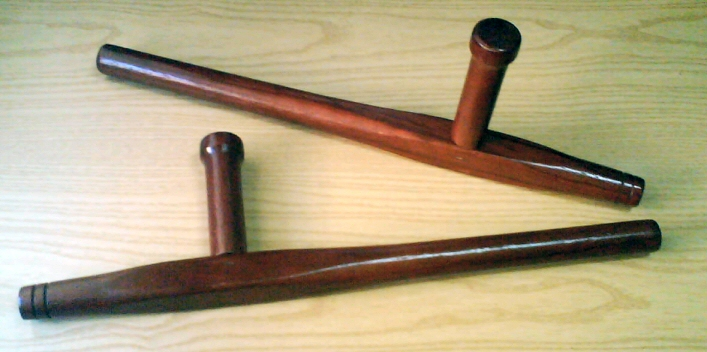
Twee houten tonfa

Een tonfa is een gevechtswapen dat in meerdere vechtsporten wordt gebruikt. In verschillende landen, waaronder Duitsland, behoort het tot de uitrusting van politieagenten. Het is van oorsprong een houten handvat van de rijstmolensteen. Het is ongeveer 50 cm lang en weegt minder dan 1 kilo. Op drie vierde is een handvat vastgemaakt. Het slagwapen hoeft niet per se aan dit handvat te worden vastgehouden. Het kan op alle plaatsen worden beetgepakt tijdens gebruik, bijvoorbeeld aan het uiteinde van de steel.